# Spilosoma owgarra
Spilosoma owgarra är en fjärilsart som beskrevs av Bethune-Baker 1908. Spilosoma owgarra ingår i släktet Spilosoma och familjen björnspinnare. Inga underarter finns listade i Catalogue of Life.